# Emmanuel Bushu
Emmanuel Bushu, né le 31 juillet 1944 à Ngorin (département du Bui), est un prélat catholique camerounais, évêque de Yagoua, puis de Buéa de 2006 à 2019.

## Biographie
Il est ordonné prêtre le 7 janvier 1973. Le 17 décembre 1992 il est nommé évêque de Yagoua par Jean-Paul II. Le 30 novembre 2006, Benoît XVI le nomme évêque de Buéa. Le pape François accepte sa démission le 28 décembre 2019. 